# Протистояння (мінісеріал, 2020)
«Протистояння» (англ. The Stand) — американський дев'ятисерійний мінісеріал, знятий за мотивами однойменного роману Стівена Кінга. Його прем'єра відбулася 17 грудня 2020 року.

## Сюжет
Із секретної лабораторії уряду США на волю вибралась нова форма грипу і пандемія знищила 99 % всього людства. З'явилася «чорна людина», що називає себе Рендаллом Флеґґом, яку вважають посланцем диявола. Він починає збирати навколо себе залишки людства і розміщується в Лас-Вегасі. Але є й інші люди — ті, хто йде за Матінкою Ебіґейл, жінкою ста восьми років, яка закликає їх до себе у снах, виконуючи волю Бога. Зібравшись в одному з американських провінційних містечок, ці люди організовують «Вільну зону» і готуються позбавити світ від Флеґґа.

## У ролях

### Головні ролі
- Джеймс Марсден — Стю Редман
- Вупі Голдберг — матінка Ебіґейл Фрімантл
- Александр Скашґорд — Рендалл Флеґґ
- Грег Кіннер — Ґлен Бейтман
- Ембер Герд — Надін Крос
- Джован Адепо — Ларрі Андервуд
- Одеса Янг — Френні Ґолдсміт
- Оуен Тіг — Гарольд Лаудер
- Генрі Зага — Нік Андрос
- Бред Вільям Генке — Том Каллен
- Нет Вулфф — Ллойд Генрід
- Ірен Бедард — Рей Брентнер

### Другорядні ролі
- Езра Міллер — Дональд Мервін Елберт / "Сміттєвий Бак"
- Наталі Мартінез — Дейна Юрґенс
- Гордон Корм'є — Джо
- Фіона Дуріф — Жінка-щур
- Кетрін Макнамара — Джулі Лоурі
- Єйон Бейлі — Тедді Вайзак
- Олівія Ченг — доктор Сільвія Вен

### Гостьові ролі
- Джонатан Сіммонс — генерал Вільям Старкі
- Гізер Грем — Рита Блейкмур
- Кліфтон Коллінз-молодший — Боббі Террі
- Ангус Семпсон — Гарві
- Геміш Лінклатер — доктор Елліс
- Браян Кренстон — Президент США (голос)
- Стівен Кінг — камео

## Виробництво
Робота над проєктом почалася у 2019 році. Передбачуваною датою виходу всіх десяти серій був 2020 рік. Прем'єра відбулася 17 грудня.